# Mondeval de Sora
Mondeval de Sora è un sito archeologico del mesolitico nella vallata dolomitica Mondeval, nel territorio del comune di San Vito di Cadore in provincia di Belluno, dove sono stati ritrovati i resti di frequentazione di Homo sapiens, tra i quali la sepoltura del cosiddetto Uomo di Mondeval..

## Descrizione
Il sito ha restituito evidenze della presenza umana riferibili ad un arco temporale che spazia dal mesolitico fino al medioevo; alla fase più antica appartengono materiali combusti, resti di fauna, materiali litico, mentre la sepoltura con resti umani, riferibili ad un individuo appartenente ad un gruppo di cacciatori-raccoglitori che qui aveva realizzato un abitato stagionale, è datata al 5 400 a.C., nel neolitico.

## Scavi
Il sito archeologico fu rinvenuto nel 1980, sotto un masso erratico di dolomia, da Vittorino Cazzetta di Selva di Cadore, un appassionato della sua terra sia dal punto di vista geologico che storico. Cazzetta aveva notato alcuni reperti, in particolare manufatti litici e resti di pasto, nel terriccio accumulato da una marmotta impegnata nello scavo della propria tana. Gli scavi sono avvenuti sotto la direzione del prof. Antonio Guerreschi, docente di Paletnologia dell'Università di Ferrara, interessato a condurre delle indagini approfondite su quel sito; dal 1986 al 2000, sono state portate a termine quindici campagne di scavo.

## Sepoltura
Il ritrovamento più rilevante del sito di Mondeval è stato la sepoltura del cacciatore preistorico che costituisce per diversi motivi una scoperta importantissima, essendo, ad oggi, l'unica sepoltura mesolitica situata ad alta quota (2 150 m circa). Inoltre, è da ricordare la straordinaria conservazione del corredo funerario collocato attorno allo scheletro, con reperti organici (in particolare resti di pasto e resine con propoli) che hanno ampliato notevolmente le conoscenze paleontologiche.
Oggi lo scheletro del cacciatore del mesolitico è conservato nel nuovo museo Vittorino Cazzetta di Selva di Cadore.